# اکپینار، اورتاکوی
اکپینار، اورتاکوی (به لاتین: Akpınar, Ortaköy) یک منطقهٔ مسکونی در ترکیه است که در استان آق‌سرای واقع شده‌است.